# Ermita de la Aurora (Córdoba)
La ermita de la Aurora fue un antiguo templo católico, actualmente desacralizado, del que se conserva la estructura en la ciudad de Córdoba, España. Se encuentra en la calle San Fernando y actualmente se utiliza para la instalación de mercadillos de antigüedades y otros usos culturales, como cine de verano.

## Historia

### Construcción
La antigua ermita se construyó adosada a la antigua muralla romana cordobesa por un grupo de jóvenes que se reunían en la ermita de Santa Lucía y querían construir una nueva hermandad independiente. El 8 de septiembre de 1716 se constituyó esta nueva congregación bajo la advocación de la Virgen de la Aurora. Encontraron un solar en la calle de la Feria, actual calle San Fernando, donde unos propietarios donaron el espacio en 1718 para la construcción de la ermita a cambio de una tribuna particular. Los jóvenes organizaron todo tipo de eventos para la financiación de la ermita, como una corrida de toros junto a la iglesia de la Magdalena donde consiguieron 5.000 reales. 
Siete años trascurrieron hasta lograr la totalidad del dinero y el 1 de abril de 1725 concluyó la construcción con un presupuesto total de 35.236 reales. Se produjo una gran procesión inaugural con la imagen titular, que hasta entonces había sido conservada en la vivienda de la marquesa de las Escalonias. El obispo Marcelino Siuri no quiso bendecir el templo, ya que pensaba que los jóvenes no podrían mantenerlo, pero finalmente tras presiones recibió la bendición el 10 de septiembre del mismo año. Desde su construcción, ha albergado el típico rezo del rosario de la Aurora y la antigua Hermandad de Nuestra Señora de la Aurora.

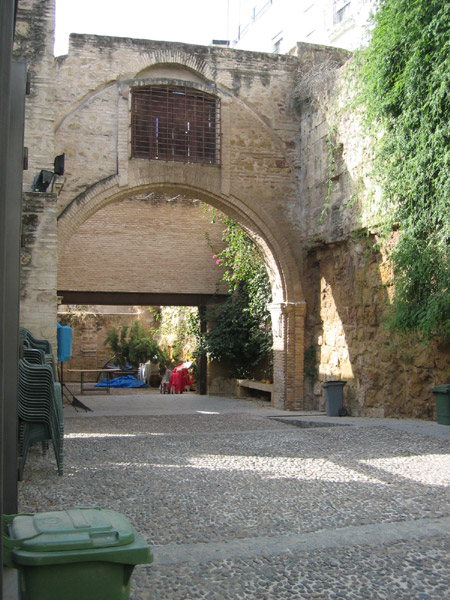
Interior de la antigua ermita, donde se realizan mercadillos y cines de verano.

### Abandono y derrumbe
La ermita cayó en abandono y el párroco de la cercana iglesia de San Francisco, Carlos Romero, realizó grandes esfuerzos durante las décadas de 1920 y 1930 para su recuperación; no obstante, su fallecimiento en 1945 sumió a la ermita en una ruina definitiva. La mayoría de su patrimonio se trasladó al templo de San Francisco. El 20 de febrero de 1960, tras varios años en estado ruinoso, sufrió un gran derrumbe y su abandono continuó en las siguientes décadas.

### Uso cultural
No fue hasta 1998, cuando fue adquirida para el Ayuntamiento de Córdoba por el alcalde Rafael Merino, cuando Vimcorsa, Empresa Municipal de Viviendas, rehabilitó el solar conservando la fachada original de la ermita. Además, el pintor José María Báez realizó unas pinturas murales con versos del poeta Pablo García Baena. En las últimas décadas la asociación de vecinos La Axerquía se ha dedicado a realizar eventos como mercadillos de segunda mano y cines de verano. En mayo de 2020 cayeron algunos cascotes de la antigua muralla al interior del solar, por lo que el gobierno municipal alberga un plan de restauración con un presupuesto de 100.000 euros.

## Devoción
La imagen de la Aurora presidió el altar, acompañada a ambos lados por las imágenes de los arcángeles Rafael y Miguel. Asimismo, existieron relieves de los Evangelistas y lienzos de San Joaquín, Santa Ana, San José y San Francisco. También existió una imagen de Santa Lucía, en gran medida devocionada el 13 de diciembre tras la creación de la Organización Nacional de Ciegos Españoles (ONCE) en 1938.